# Boehlkea fredcochui
Cá tetra xanh (Danh pháp khoa học: Boehlkea fredcochui) là một loài cá trong nhóm cá tetra thuộc họ Characidae. Phạm vi tự nhiên của nó là ở lưu vực sông Amazon. Nó thường được lưu giữ như là một cá cảnh. 

## Đặc điểm
Chiều dài tối đa của chúng là 5,5 cm (2 inches), màu sắc chủ đạo là xanh, hồng. Nhiệt độ thích hợp khi nuôi từ 22-27 độ C (71-80 độ F), ưa thích pH: 6-7,5. Tuổi thọ chúng thông thường 2-3 năm. Cá tetra xanh luôn phải được giữ trong nhóm có ít nhất sáu con. Chúng là những con cá rất tích cực, nó đòi hỏi các khu vực mở, trong đó để bơi và tốt nhất là giữ trong bể nuôi cá rộng khoảng 90 cm (35 ") hoặc lớn hơn. 